# Francis Grose
Pour les articles homonymes, voir Grose.
Francis Grose, né à Londres le 11 juin 1731 et mort à Dublin, le 12 juin 1791, est un antiquaire, dessinateur et lexicographe britannique.

## Biographie
Membre de la Société royale de Londres ainsi que de celle des Antiquaires (1757), il est connu pour diverses études dont : 
- Les Antiquités de l'Angleterre et du Pays de Galles, 8 vol, 1773
- Traité sur les armes et armures anciennes, 1785
- Antiquités militaires, ou histoire de l'armée anglaise, 2 vol, 1788 et 1801
- Antiquités de l’Écosse, 2 vol, 1789
- Antiquités de l'Irlande, 2 vol, 1791